# Mediocris (protista)
Mediocris es un género de foraminífero bentónico de la subfamilia Pseudostaffellinae, de la familia Ozawainellidae, de la superfamilia Fusulinoidea, del suborden Fusulinina y del orden Fusulinida. Su especie tipo es Eostaffella mediocris. Su rango cronoestratigráfico abarca desde el Viseense medio (Carbonífero inferior) hasta el Moscoviense inferior (Carbonífero superior).

## Discusión
Clasificaciones más recientes incluyen Mediocris en la superfamilia Ozawainelloidea, y en la subclase Fusulinana de la clase Fusulinata. Clasificaciones más recientes incluyen Mediocris en la familia Pseudostaffellidae.

## Clasificación
Mediocris incluye a las siguientes especies:
- Mediocris breviscula †
- Mediocris carinata †
- Mediocris commenticius †
- Mediocris compressus †
- Mediocris crassitheca †
- Mediocris deobutensis †
- Mediocris diversa †
- Mediocris evolutis †
  - Mediocris evolutis elongatus †
  - Mediocris evolutis grandiosa †
- Mediocris globiformis †
- Mediocris grandis †
- Mediocris lianxianensis †
- Mediocris mediocris †
- Mediocris orthogonia †
  - Mediocris orthogonia var. pygmaea †
- Mediocris ovalis †
  - Mediocris ovalis var. subovalis †
- Mediocris parallela †
- Mediocris pilatus †
- Mediocris terminalis †
- Mediocris umbilicatus †
- Mediocris uncina †

Otra especie considerada en Mediocris es:
- Mediocris liae †, de posición genérica incierta

En Mediocris se han considerado los siguientes subgéneros:
- Mediocris (Chomatomediocris), aceptado como género Chomatomediocris
- Mediocris (Plectomediocris), aceptado como género Plectomediocris